# Agência de Gestão de Contratos de Defesa
A Agência de Gestão de Contratos de Defesa (Defense Contract Management Agency, DCMA) é uma agência do governo federal dos Estados Unidos subordinada ao Subsecretário de Defesa para Aquisição e Sustentação. Ela é responsável por administrar contratos para o Departamento de Defesa (DoD) e outras agências federais autorizadas. Sua sede está localizada em Fort Gregg-Adams, Virgínia. A DCMA também administra contratos de Foreign Military Sales.

## História
A administração de contratos dentro do DoD tem sido objeto de estudos e modificações ao longo de muitos anos. No início da década de 1960, foi encomendado um estudo pelo Secretário de Defesa para examinar todo o processo de contratação do DoD. Conhecido como “Projeto 60”, as conclusões apontaram diversos benefícios na consolidação da administração e auditoria de contratos. Naquela época, cada agência de defesa e ramo militar administrava e auditava seus próprios contratos, o que resultava em uma grande duplicação de esforços. Muitas das responsabilidades de administração de contratos foram eventualmente transferidas para a Agência de Logística de Defesa (DLA). No entanto, os ramos militares continuaram a manter a supervisão dos programas de aquisição de grandes sistemas de armamentos.

## Comando de Gestão de Contratos de Defesa
O processo de administração de contratos foi novamente revisado em 1989. Citando problemas persistentes na forma como os ramos militares administravam os contratos, uma Decisão de Revisão da Gestão da Defesa (DMRD) 916 recomendou o estabelecimento de um comando conjunto para administrar os contratos de defesa, a fim de garantir que políticas e padrões consistentes fossem aplicados ao processo de aquisição. O Comando de Gestão de Contratos de Defesa (DCMC) foi criado como um comando dentro da Agência de Logística de Defesa em fevereiro de 1990 para atender às conclusões da DMRD 916.

## Transição do DCMC para a DCMA
Em 27 de março de 2000, o DCMC foi renomeado como Agência de Gestão de Contratos de Defesa (DCMA) e estabelecido de forma independente da Agência de Logística de Defesa (DLA). Na Diretriz 5105.64 do Departamento de Defesa (DoD), o Vice-Secretário de Defesa estabeleceu formalmente a missão, responsabilidades e funções da DCMA; com exceção de 18 casos específicos detalhados no Suplemento ao Regulamento Federal de Aquisições da Defesa (Defense Federal Acquisition Regulation Supplement), as atividades do DoD normalmente delegam uma ampla variedade de funções de administração de contratos à DCMA.
A sede da DCMA foi transferida de uma localidade no norte da Virgínia para Fort Gregg-Adams, Virgínia, como parte do processo federal de Realocação e Encerramento de Bases de 2005 (Base Realignment and Closure). A nova sede foi dedicada como Herbert Homer Hall em 15 de setembro de 2011. Homer era um funcionário da DCMA que morreu nos atentados terroristas de 11 de setembro de 2001.
De acordo com a estimativa orçamentária do DoD para o ano fiscal de 2015, a DCMA contava com 10.637 civis e 472 militares, distribuídos em mais de 740 localidades, administrando mais de 19.000 contratantes e quase 350.000 contratos ativos. A estimativa orçamentária para operações e manutenção naquele ano fiscal era de aproximadamente US$ 1,3 bilhão. Em 2019, esses números mudaram levemente. Em 14 de janeiro de 2019, a DCMA contava com 11.641 civis e 552 militares. O número de contratantes e contratos ativos permaneceu praticamente constante. O valor total dos contratos administrados era de US$ 5,2 trilhões, e os pagamentos autorizados a contratados por dia somavam US$ 678 milhões.

## Selo, insígnia de serviço e pin de lapela da DCMA
O Selo da DCMA é representado acima. A águia simboliza coragem, honra e serviço dedicado aos Estados Unidos, representados pelo escudo com treze partes. As treze partes do escudo representam as treze colônias originais que se tornaram os primeiros treze estados. Essas partes são unidas pela faixa azul superior (chamada "chief"), que representa o Congresso. A águia segura treze flechas e um ramo de oliveira com treze folhas e treze azeitonas, semelhante ao Grande Selo dos Estados Unidos. A águia está sobreposta a um mapa do mundo, simbolizando a missão global da DCMA. Os raios que emanam do centro para as treze estrelas representam a glória. A cor azul corresponde à do cantão da bandeira dos Estados Unidos e simboliza vigilância, perseverança e justiça. O formato circular e a cor azul também remetem ao selo oficial do Departamento de Defesa.
Em 2018, a DCMA e os ramos militares (Exército dos EUA, Marinha dos EUA, Força Aérea dos EUA e Corpo de Fuzileiros Navais dos EUA — a Força Espacial dos EUA ainda não existia em 2018) aprovaram uma insígnia de serviço para ser usada por militares designados à DCMA. Uma versão similar em pin de lapela também está disponível para funcionários civis (e para militares fora de uniforme). A insígnia e o pin foram desenhados pelo Instituto de Heráldica (TIOH), sob a direção de oficiais militares designados à DCMA. Esses oficiais determinaram que a insígnia e o pin deveriam remeter ao Selo da DCMA, e escreveram a descrição heráldica do selo (acima) como parte do processo de aprovação. A então diretora da DCMA, Tenente-General da Força Aérea dos EUA Wendy M. Masiello, aprovou a insígnia e o pin para uso na DCMA. Por fim, o TIOH aprovou oficialmente ambos como insígnias das Forças Armadas dos EUA, e os respectivos ramos aprovaram o uso da insígnia nos uniformes militares.